# Georges Baussonet
 Georges Baussonet , né en 1577 à Reims et mort en 1644 dans la même ville, est un architecte, dessinateur, graveur et poète.

## Biographie
Georges Beaussonnet est né en 1577 à Reims.
Doué pour le dessin, il est chargé par les Magistrats de la ville de Reims de la décoration des entrées de la ville lors de la visite des rois et reines de passage à Reims comme cela était la coutume à l’époque. Il a participé notamment aux décorations de l’arrivée de la reine Anne d’Autriche en 1620. 
Il est mort, célibataire, en 1644 à  Reims. Il légua tous ses biens aux hospices de Reims et à la paroisse de Champigny.

## Œuvres

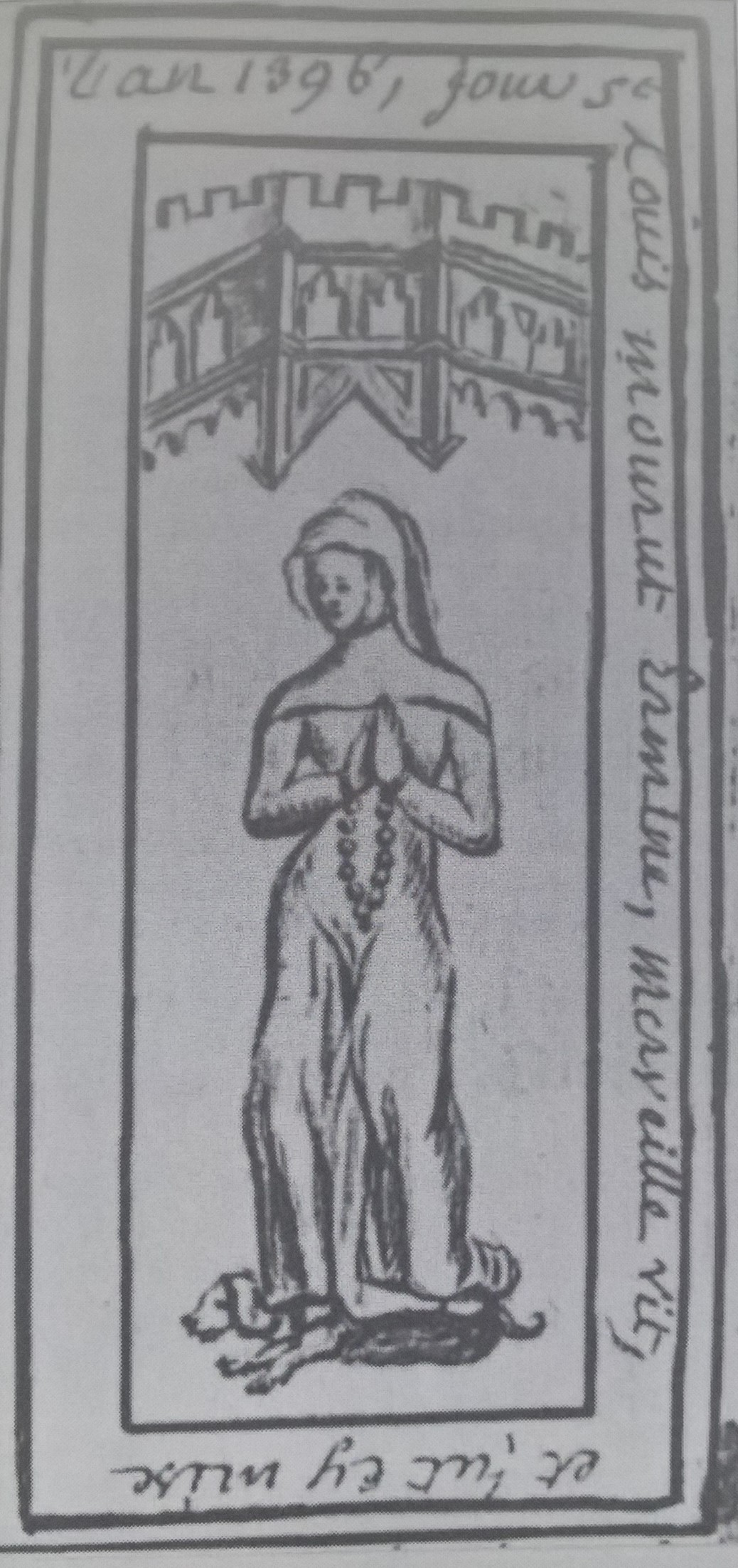
Représentation d'Ermine de Reims.

### Dessins et peintures
Vue axonométrique de Reims dans un cartouche d’après Baussonnet – Œuvre photographiée par Joseph Trompette visible au musée des beaux-arts de Reims

### Autres
- Chaire de l’église de Champigny.

## Hommage
Une rue de Reims porte le nom de Baussonnet. De même qu’une  rue de Champigny porte le nom de Rue Georges Baussonnet.